# Frovatriptan
Frovatriptan (tên thương mại Frova) là một loại thuốc triptan được phát triển bởi Vernalis để điều trị chứng đau nửa đầu và phòng ngừa đau nửa đầu kinh nguyệt trong thời gian ngắn. Sản phẩm được cấp phép cho Dược phẩm Endo ở Bắc Mỹ và Menarini ở Châu Âu.

## Dược lý
Frovatriptan ức chế sự giãn nở quá mức của các động mạch cung cấp máu cho đầu. Nó có sẵn dưới dạng viên 2,5 mg.
Frovatriptan có thời gian bán hủy trung bình khoảng 26 giờ, dài hơn đáng kể so với các triptans khác.

## Cơ chế hoạt động
Frovatriptan là một chất chủ vận thụ thể 5HT, có ái lực cao với các thụ thể 5-HT 1B / 1D. Nó không có tác dụng đáng kể đối với GABA Một hoạt động kênh qua trung gian và các vị trí gắn kết với benzodiazepine.

## Tác dụng phụ
Các trường hợp tim hiếm gặp nhưng nghiêm trọng đã được báo cáo ở những bệnh nhân có yếu tố nguy cơ dự đoán CAD. Chúng bao gồm: co thắt mạch vành, thiếu máu cơ tim thoáng qua, nhồi máu cơ tim, nhịp nhanh thất và rung thất.

## Chống chỉ định
Không nên dùng Frovatriptan cho bệnh nhân:
- Bệnh tim thiếu máu cục bộ
- Hội chứng mạch máu não
- Bệnh mạch máu ngoại biên
- Tăng huyết áp không kiểm soát
- Đau nửa đầu hoặc liệt nửa người

## Cấp phép của Hoa Kỳ
Frovatriptan chỉ có sẵn theo toa tại Hoa Kỳ và Canada, nơi một phê duyệt thuốc mới thứ cấp (sNDA) đã được nộp vào tháng 7 năm 2006.